# Dulce et decorum est pro patria mori
Dulce et decorum est pro patria mori, česky: „Je sladké a správné zemřít pro svou vlast“, je citát z třetí Ódy (2.13.) Quinta Horacia Flacca. K jeho rozšíření došlo po vydání básně Dulce te decorum est od Wilfreda Owena, kde popisoval svoje zážitky z první světové války.

## Kontext
Tento citát velmi zapadá a vystihuje náladu tehdejší doby a filosofii Římské říše, kde se občanská oddanost čili poslušnost stavěla na první pozici. Stát (Římská říše) měl tenkrát (až po svůj zánik) také roli náboženství, byl součástí polis, tedy duše občanů (polis má mimochodem i tento význam, ne jen jako městský stát).
Během 19. století se také objevila humorná elaborace tohoto citátu „Dulce et decorum est pro patria mori, sed dulcius pro patria vivere, et dulcissimum pro patria bibere. Ergo, bibamus pro salute patriae.“ což v překladu znamená „Je krásné a vhodné zemřít pro svoji vlast, ale ještě krásnější je žít pro ni, a ještě krásnější je pro ni pít. Tak nás tedy nechte pít na zdraví naši vlasti.“